# 2024年广州国际女子网球公开赛
2024年广州国际女子网球公开赛（由阿维塔呈现），即第18届广州国际女子网球公开赛，是2024年WTA巡回赛之一，于2024年10月20日-27日在中国广东省广州市举行。赛事级别为WTA250巡回赛，比赛场地位于南沙国际网球中心的室外硬地球场。本届赛事的总奖金为267,082美元。
奥尔加·达尼洛维奇在决赛中以6–3, 6–1的比分战胜卡罗琳·多勒海德，这是达尼洛维奇首次赢得广州国际女子网球公开赛单打冠军，也是她职业生涯的第二个巡回赛单打冠军。她在本次赛事期间只丢掉一盘，在此之前达尼洛维奇尚未在巡回赛硬地赛事中闯入16强。
卡特日娜·西尼亚科娃和张帅在决赛中以6–4, 6–1的比分战胜卡塔日娜·皮特尔和施托拉尔·范妮组合，这是西尼亚科娃首次赢得广州国际女子网球公开赛双打冠军，也是张帅第二次赢得广州国际女子网球公开赛双打冠军，这也分别是西尼亚科娃的27个和张帅的第14个巡回赛双打冠军。

## 决赛情况
| 项目 | 冠军                     | 亚军                          | 比分     |
| ---- | ------------------------ | ----------------------------- | -------- |
| 单打 | 奥尔加·达尼洛维奇        | 卡罗琳·多勒海德               | 6–3, 6–1 |
| 双打 | 卡特日娜·西尼亚科娃 张帅 | 卡塔日娜·皮特尔 施托拉尔·范妮 | 6–4, 6–1 |

## 积分和奖金

### 单打
| 轮次 | 第一轮 | 第二轮 | 四分之一决赛 | 半决赛  | 亚军    | 冠军    |
| ---- | ------ | ------ | ------------ | ------- | ------- | ------- |
| 积分 | 1      | 30     | 54           | 98      | 163     | 250     |
| 奖金 | $2,890 | $4,040 | $6,608       | $11,610 | $20,830 | $35,250 |

### 双打
| 轮次 | 第一轮 | 四分之一决赛 | 半决赛 | 亚军   | 冠军    |
| ---- | ------ | ------------ | ------ | ------ | ------- |
| 积分 | 1      | 54           | 98     | 163    | 250     |
| 奖金 | $1,900 | $2,470       | $4,140 | $7,210 | $12,820 |

## 单打比赛

### 种子选手
| 协会     | 球员                 | 排名1 | 种子号 |
| -------- | -------------------- | ----- | ------ |
| 捷克     | 卡特日娜·西尼亚科娃  | 41    | 1      |
| 捷克     | 玛丽·鲍兹科娃        | 43    | 2      |
| 中國     | 袁悦                 | 46    | 3      |
| 亞美尼亞 | 叶林娜·阿瓦涅相      | 48    | 4      |
| 法國     | 戴安娜·帕里          | 52    | 5      |
| 斯洛伐克 | 丽贝卡·什拉姆科娃    | 53    | 6      |
| 西班牙   | 杰茜卡·博萨斯·马内罗 | 62    | 7      |
|          | 卡米拉·拉希莫娃      | 65    | 8      |

- 1 参考2024年10月14日排名。

### 其他途径参赛选手
外卡:
- 张帅
- 韦思佳
- 施晗

特殊豁免：
- 苏珊·拉门斯

资格赛:
- 亚历克莎·埃亚拉
- 卡罗琳·多勒海德
- 亚娜·费特
- 杰茜卡·蓬谢
- 佩德拉·馬蒂奇
- 玛南猜亚·萨王凯

退赛：
- 安赫林娜·加里宁娜 → 被替补为  奥利维娅·盖德茨基
- 安娜斯塔西亞·波塔波娃 → 被替补为  格蕾特·米内恩
- 尤利婭·普京采娃 → 被替补为  伯纳达·佩拉
- 艾玛·拉杜卡努 → 被替补为  邦达尔·安娜
- 斯隆·斯蒂芬斯 → 被替补为  維多莉亞·格魯比奇
- 王雅繁 → 被替补为  王曦雨
- 达雅娜·雅斯特雷姆斯卡 → 被替补为  阿兰查·鲁斯
- 玛格达·蕾妮特 → 被替补为  埃米娜·贝克塔斯（幸运落败者）
- 凯蒂·沃利内茨 → 被替补为  阿莉西娅·帕克斯（幸运落败者）
- 奥利维娅·盖德茨基 → 被替补为  埃拉·赛德尔（幸运落败者）
- 哈丽雅特·达特 → 被替补为  叶连娜·普里丹金娜（幸运落败者）

## 双打比赛

### 种子选手
| 协会       | 球员                | 协会 | 球员          | 排名1 | 种子号 |
| ---------- | ------------------- | ---- | ------------- | ----- | ------ |
| 捷克       | 卡特日娜·西尼亚科娃 | 中國 | 张帅          | 31    | 1      |
| 印度尼西亞 | 阿尔迪拉·苏提亚迪   | 中國 | 徐一璠        | 81    | 2      |
| 挪威       | 乌尔里克·艾克里     | 日本 | 二宫真琴      | 99    | 3      |
| 匈牙利     | 巴包斯·蒂美阿       | 英國 | 哈丽雅特·达特 | 111   | 4      |

- 1 参考2024年10月14日排名。

### 其他途径参赛选手
外卡:
- 刘乐怡 /  尼玛卓玛
- 丰硕 /  杨钊煊

退赛：
- 杰茜卡·博萨斯·马内罗 /  奥尔加·达尼洛维奇 被替补为  玛加丽塔·贝托娃 /  叶连娜·普里丹金娜
- 奥利维娅·盖德茨基 /  卡米拉·拉希莫娃 被替补为  亚娜·费特 /  杰茜卡·蓬谢
- 阿尔迪拉·苏提亚迪 /  徐一璠 被替补为  埃拉·赛德尔  /  卡辛卡·冯·戴希曼